# Barre Halligan
Pour les articles homonymes, voir Halligan.

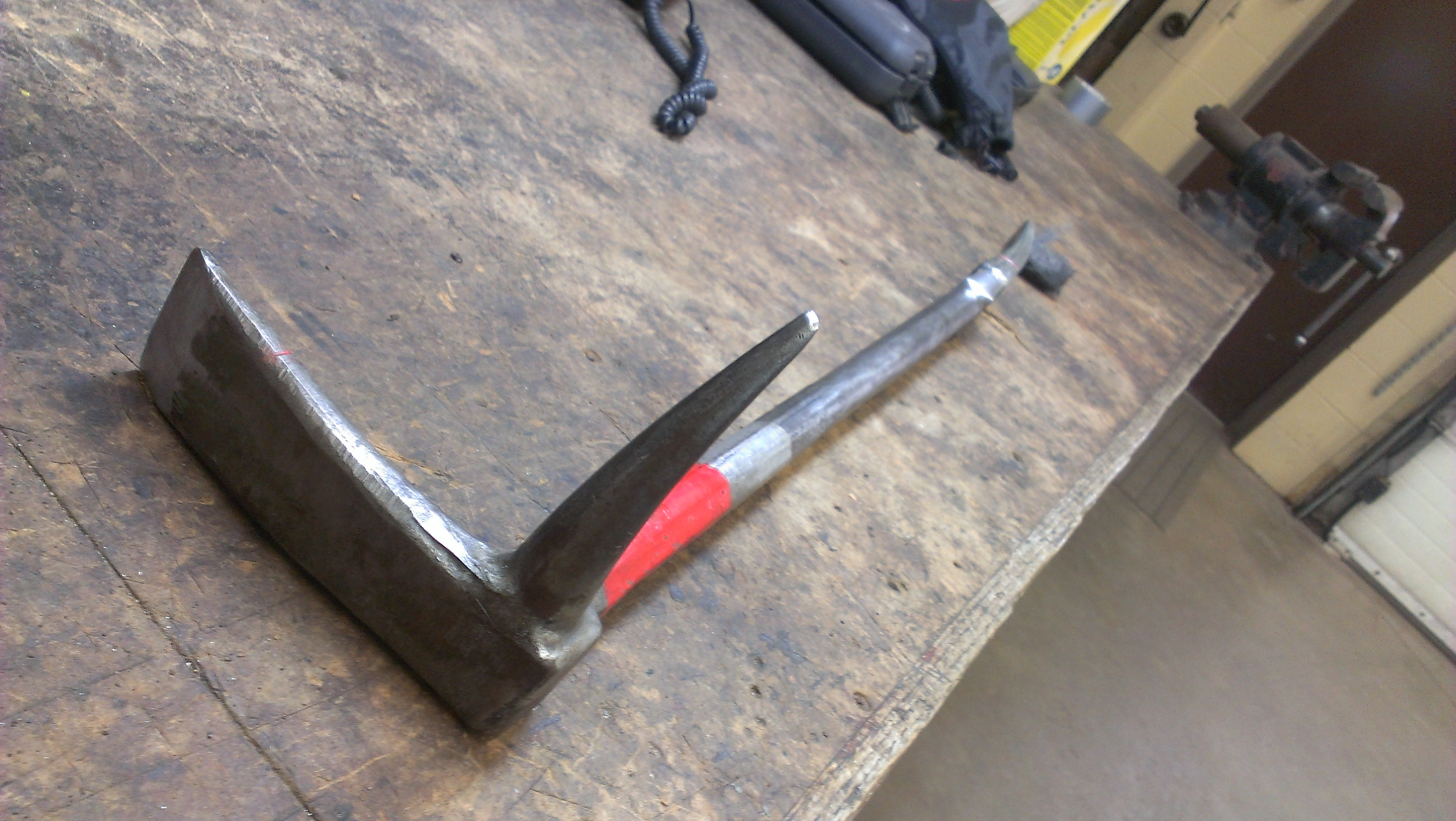
L'herminette et le pointeau de la Halligan.

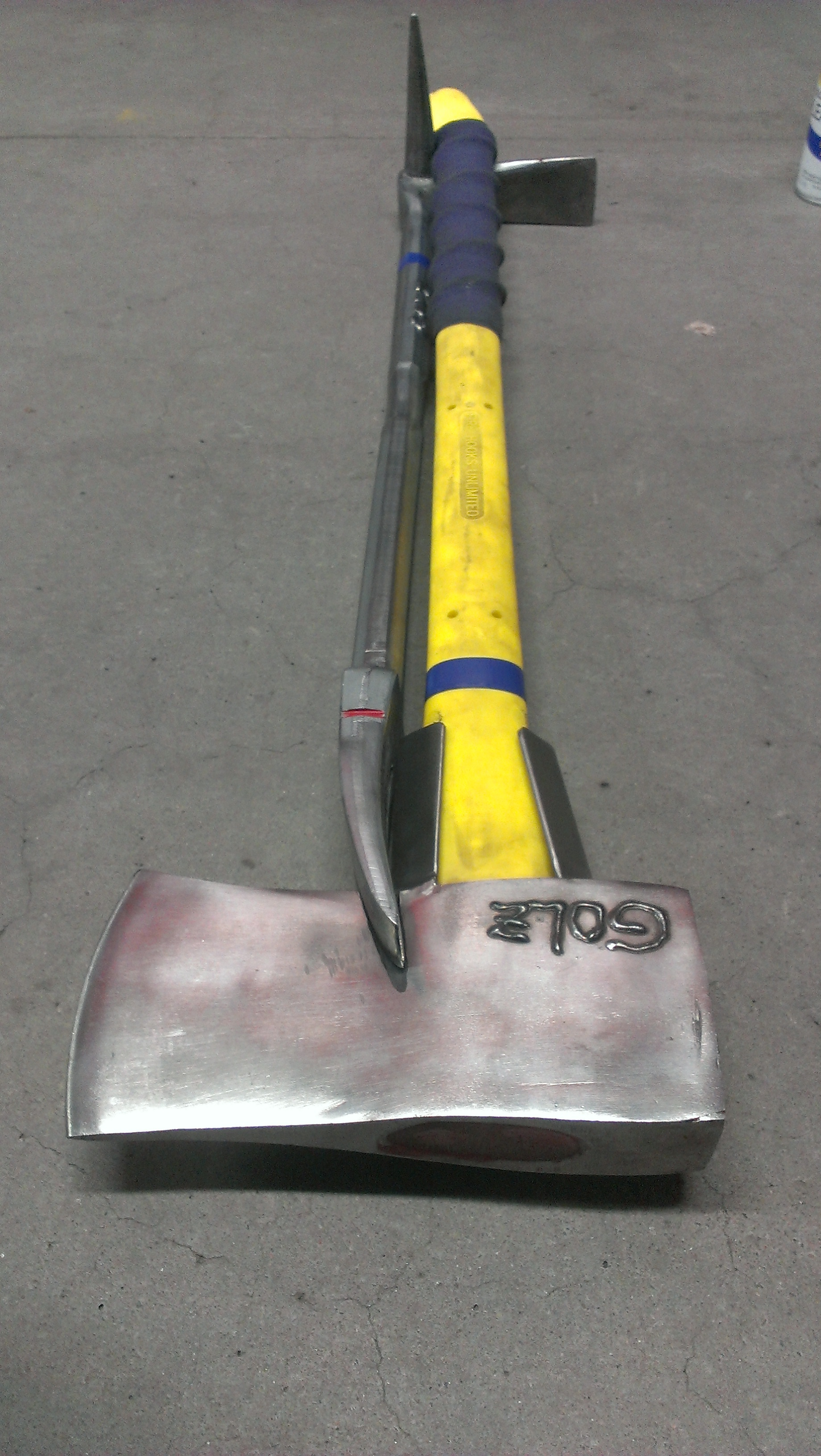
Une Halligan et une hache à tête plate qui lorsqu'elles sont réunies sont connues comme « Les fers » (The Irons).

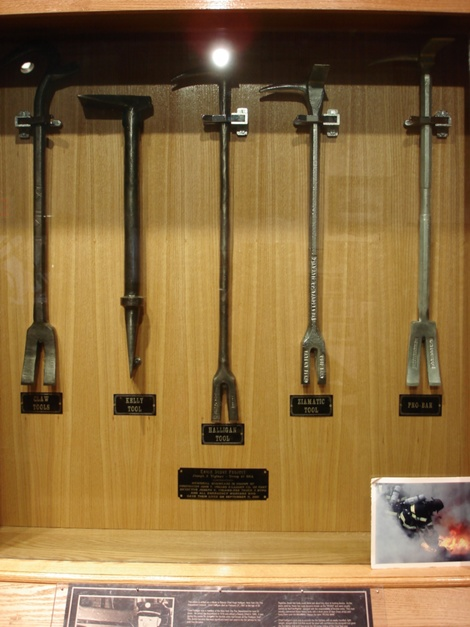
Une barre Halligan exposée (au milieu) au NYC Fire Museum après l'outil Kelly (2e à partir de la gauche) sur lequel elle est basée.

Une barre Halligan, également nommée outil Halligan, est un outil d'effraction utilisé par les pompiers et les forces de l'ordre,,.

## Histoire
L'outil a été élaboré et nommé d'après le first deputy chief Hugh Halligan du département d'incendie et de secours de New York (FDNY) et le premier prototype fabriqué par le forgeron Peter Clark. Puisque l'outil a été inventé par un de ses membres, le FDNY ne s'en est pas équipé initialement afin d'éviter l'apparence d'un conflit d'intérêts. Le Boston Fire Department (en) fut le premier service à s'en équiper massivement en fournissant un exemplaire à chaque compagnie. La popularité de la barre auprès des personnels du FDNY amena ceux-ci à en faire l'acquisition sur leurs propres deniers avant que le Département décide d'en faire l'acquisition, ce qui a entraîné sa généralisation à travers l'Amérique du Nord puis le monde entier. La barre Halligan est devenue l'outil le plus polyvalent à être utilisé durant les 70 dernières années.

## Conception
Basée sur l'outil Kelly (en), la barre Halligan est un outil polyvalent utilisé pour forcer, tordre, poinçonner ou frapper. Elle consiste en un pied-de-biche, une lame (coin ou herminette) et un pointeau. Elle est particulièrement pratique pour ouvrir rapidement différents types de portes verrouillées.
La Halligan est disponible en plusieurs longueurs — typiquement entre 18 et 54 pouces (~ 45 à 119 cm) et une variété de matériaux incluant le titane, le bronze au béryllium ou l'acier inoxydable. Des courroies de transports ou des anneaux peuvent être utilisés. La Halligan de 18 pouces (45,72 cm) est souvent considérée comme un outil d'officier.
Une barre Halligan et une hache à tête plate peuvent être jointes et partiellement imbriquées tête au pied pour former ce qui est connu comme le « lot des fers » ou « The Irons » (« Les Fers »). Cette combinaison des outils est la plus commune au sein des services d'incendie et de secours. Cependant, la Halligan peut également être combinée avec un crochet Halligan (en) ou une masse.

## Voir également
- Pulaski